# Grand Prix Formule 1 van Duitsland 1962
De Grand Prix Formule 1 van Duitsland 1962 werd gehouden op 5 augustus op de Nordschleife van de Nürburgring in Nürburg. Het was de zesde race van het seizoen.

## Uitslag
| Pos. | Nr. | Coureur                 | Constructeur                    | Rondes | Tijd / Oorzaak uitval | Grid | Punten |
| ---- | --- | ----------------------- | ------------------------------- | ------ | --------------------- | ---- | ------ |
| 1    | 11  | Graham Hill             | BRM                             | 15     | 2:38:45.3             | 2    | 9      |
| 2    | 14  | John Surtees            | Lola-Climax                     | 15     | + 2.5                 | 4    | 6      |
| 3    | 7   | Dan Gurney              | Porsche                         | 15     | + 4.4                 | 1    | 4      |
| 4    | 5   | Jim Clark               | Lotus-Climax                    | 15     | + 42.1                | 3    | 3      |
| 5    | 9   | Bruce McLaren           | Cooper-Climax                   | 15     | + 1:19.6              | 5    | 2      |
| 6    | 3   | Ricardo Rodríguez       | Ferrari                         | 15     | + 1:23.8              | 10   | 1      |
| 7    | 8   | Jo Bonnier              | Porsche                         | 15     | + 4:37.3              | 6    |        |
| 8    | 12  | Richie Ginther          | BRM                             | 15     | + 5:00.1              | 7    |        |
| 9    | 10  | Tony Maggs              | Cooper-Climax                   | 15     | + 5:07.0              | 23   |        |
| 10   | 2   | Giancarlo Baghetti      | Ferrari                         | 15     | + 8:14.7              | 13   |        |
| 11   | 25  | Ian Burgess             | Cooper-Climax                   | 15     | + 8:15.3              | 16   |        |
| 12   | 19  | Jo Siffert              | Lotus-Climax                    | 15     | + 8:15.5              | 17   |        |
| 13   | 18  | Carel Godin de Beaufort | Porsche                         | 15     | + 9:11.8              | 8    |        |
| 14   | 32  | Heini Walter            | Porsche                         | 14     | + 1 Ronde             | 14   |        |
| 15   | 26  | Nino Vaccarella         | Porsche                         | 14     | + 1 Ronde             | 15   |        |
| 16   | 21  | Lucien Bianchi          | Ecurie Nationale Belge-Maserati | 14     | + 1 Ronde             | 25   |        |
| DNF  | 20  | Jackie Lewis            | Cooper-Climax                   | 10     | Ophanging             | 21   |        |
| DNF  | 1   | Phil Hill               | Ferrari                         | 9      | Ophanging             | 12   |        |
| DNF  | 16  | Jack Brabham            | Brabham-Climax                  | 9      | Gaspedaal             | 24   |        |
| DNF  | 27  | Keith Greene            | Gilby-BRM                       | 7      | Ophanging             | 19   |        |
| DNF  | 15  | Roy Salvadori           | Lola-Climax                     | 4      | Versnellingsbak       | 9    |        |
| DNF  | 17  | Maurice Trintignant     | Lotus-Climax                    | 4      | Versnellingsbak       | 11   |        |
| DNF  | 4   | Lorenzo Bandini         | Ferrari                         | 4      | Ongeluk               | 18   |        |
| DNF  | 28  | Heinz Schiller          | Lotus-BRM                       | 4      | Oliedruk              | 20   |        |
| DNF  | 31  | Bernard Collomb         | Cooper-Climax                   | 2      | Versnellingsbak       | 22   |        |
| DNF  | 6   | Trevor Taylor           | Lotus-Climax                    | 0      | Ongeluk               | 26   |        |
| DNQ  | 29  | Tony Shelly             | Lotus-Climax                    |        |                       |      |        |
| DNQ  | 34  | Wolfgang Seidel         | Lotus-BRM                       |        |                       |      |        |
| DNQ  | 30  | Jay Chamberlain         | Lotus-Climax                    |        |                       |      |        |
| DNQ  | 34  | Gunther Seiffert        | Lotus-BRM                       |        |                       |      |        |
| WD   | 33  | Tony Marsh              | BRM                             |        | Wagen niet klaar      |      |        |

## Statistieken
| Pole-position | Dan Gurney  | Porsche | 8:47.2  |
| Snelste ronde | Graham Hill | BRM     | 10:12.2 |

## Noot
- Dit was het debuut voor de Duitse coureur Günther Seiffert en de Zwitserse coureur Heini Walter.
- Eerste pole position voor Dan Gurney.

1931 · 1932 · 1934 · 1935 · 1936 · 1937 · 1938 · 1939 · 1951 · 1952 · 1953 · 1954 · 1956 · 1957 · 1958 · 1959 · 1961 · 1962 · 1963 · 1964 · 1965 · 1966 · 1967 · 1968 · 1969 · 1970 · 1971 · 1972 · 1973 · 1974 · 1975 · 1976 · 1977 · 1978 · 1979 · 1980 · 1981 · 1982 · 1983 · 1984 · 1985 · 1986 · 1987 · 1988 · 1989 · 1990 · 1991 · 1992 · 1993 · 1994 · 1995 · 1996 · 1997 · 1998 · 1999 · 2000 · 2001 · 2002 · 2003 · 2004 · 2005 · 2006 · 2008 · 2009 · 2010 · 2011 · 2012 · 2013 · 2014 · 2016 · 2018 · 2019